# 孟松林
孟松林（1956年—），鄂伦春族，中华人民共和国政治人物、第十一届全国政协委员。
1988年3月加入中国共产党，担任内蒙古自治区呼伦贝尔市委常委、统战部部长。2008年，当选第十一届全国政协委员，代表少数民族界，分入第四十九组。